# Tōgi Ō: King Colossus
Tōgi Ō: King Colossus (闘技王キングコロッサス) est un jeu vidéo d'action et de rôle sorti en 1992 sur Mega Drive. Le jeu a été développé et édité par Sega.